# Павловиці (Пясечинський повіт)
Павловиці (пол. Pawłowice) — село в Польщі, у гміні Тарчин Пясечинського повіту Мазовецького воєводства.
Населення — 313 осіб (2011).
У 1975-1998 роках село належало до Варшавського воєводства.

## Демографія
Демографічна структура станом на 31 березня 2011 року:
|          | Загалом | Допрацездатний вік | Працездатний вік | Постпрацездатний вік |
| -------- | ------- | ------------------ | ---------------- | -------------------- |
| Чоловіки | 150     | 23                 | 113              | 14                   |
| Жінки    | 163     | 38                 | 90               | 35                   |
| Разом    | 313     | 61                 | 203              | 49                   |